# Call Me the Breeze
Call Me the Breeze is een nummer van de Amerikaanse muzikant J.J. Cale. Het nummer verscheen niet op single, maar werd in 1972 wel uitgebracht op zijn debuutalbum Naturally.

## Achtergrond
Call Me the Breeze is geschreven door Cale zelf en geproduceerd door Audie Ashworth. Het nummer maakt gebruik van de zogenaamde 12-bar blues. Ook is het een van de eerste nummers die gebruik maakte van een drumcomputer. Zoals veel andere nummers van Cale raakte het pas bekend nadat andere artiesten eigen versies van het nummer hadden opgenomen. Lynyrd Skynyrd heeft het nummer het meest prominent gecoverd: het verscheen op hun studioalbum Second Helping uit 1974 en hun livealbum One More from the Road uit 1976.
Call Me the Breeze werd al in 1972 voor het eerst gecoverd door Mason Proffit. In 1977 werd het gecoverd door Alan Price in duet met Rob Hoeke. In 1988 verschenen twee covers van het nummer door Bobby Bare en door Johnny Cash in duet met zijn zoon John Carter Cash. In 2013 zette John Mayer een cover op zijn album Paradise Valley. Veel artiesten die het nummer coveren doen dit echter als eerbetoon aan Lynyrd Skynyrd, waaronder Les Claypool.
Eric Clapton, die in zijn carrière vele nummers van Cale heeft gecoverd, speelde Call Me the Breeze in 2004 live met Cale op het Crossroads Guitar Festival. In 2014 zette hij een cover van het nummer op zijn album The Breeze: An Appreciation of JJ Cale als eerbetoon aan Cale, die een jaar eerder overleed. Hij liet de oorspronkelijke drumcomputer aan het begin van het nummer intact. Zijn versie werd een kleine hit in België, waar het respectievelijk de plaatsen 52 en 16 haalde in de "Bubbling Under"-lijsten in Vlaanderen en Wallonië.

## NPO Radio 2 Top 2000
| Nummer met noteringen in de NPO Radio 2 Top 2000 | '16  | '17  | '18  | '19  | '20  | '21  | '22  | '23  |
| ------------------------------------------------ | ---- | ---- | ---- | ---- | ---- | ---- | ---- | ---- |
| Call Me the Breeze                               | 1095 | 1352 | 1585 | 1642 | 1624 | 1652 | 1822 | 1954 |

1. ↑  Een vetgedrukt getal geeft de hoogste notering aan.
2. ↑  2016 was het eerste jaar met een notering voor dit nummer.
3. ↑  Deze tabel is bijgewerkt tot en met de laatste editie (2024).